# Лівобережна українська держдрама
Лівобережна українська держдрама (ЛУД, ЛУДД) — український пересувний театр, заснований 1930 року в Миколаєві Леонідом Івановичем Кліщеєвим.

## Загальні відомості
У серпні 1930 року Л. І. Кліщеєв, який на той час знаходився у Харкові, в листі до М. Скорульського, якому він пропонував очолити музчастину, писав про плани запуску театру: «Театр пересувний і мається через 2-3 місяці почати робити в місті Миколаєві… далі йдуть Запоріжжя, Суми, Полтава, Кременчук».
В Миколаєві театр відкрився 20 жовтня 1930 року виставою «Кадри» І. К. Микитенка. Його трупу переважно складали молоді актори.

## Актори
- Л. Хуторна
- Є. Аведикова
- К. Жуків
- Б. Бабич
- Олешко
- С. Колчинський
- С. Лук'янов (Лютневий)
- Г. Репенко
- Г. Гробовий
- М. Котляревський
- Г. Станіславська
- Ю. Заховай[2]
- Г. Бондаренко
- С. Левченко
- І. Авдієнко
- П. Авдієнко
- Г. Ковалівський
- М. Овчинников
- П. Павленко
- Т. Висящий

## Репертуар
- «Кадри» («Світіть нам, зорі») І. Микитенка (вперше на українській сцені). Постановка і художнє оформлення Л. Кліщеєва.
- «Віддай партквиток» Ю. Мокрієва. Режисер Овчинніков, художник Марія Панадіяді.[3]